# Томашпільська селищна рада
Томашпільська се́лищна ра́да — адміністративно-територіальна одиниця та орган місцевого самоврядування в Томашпільському районі Вінницької області. Адміністративний центр — селище міського типу Томашпіль.

## Загальні відомості
Томашпільська селищна рада утворена в 1923 році.
- Територія ради: 3,46 км²
- Населення ради: 6 033 особи (станом на 2001 рік)
- Територією ради протікає річка Томашпілька

## Населені пункти
Селищній раді підпорядковані населені пункти:
- смт Томашпіль
- с-ще Горишківське

## Склад ради
Рада складається з 30 депутатів та голови.
- Голова ради: Немировський Валерій Федорович
- Секретар ради: Балдинюк Валерій Володимирович

### Керівний склад попередніх скликань
| Прізвище, ім'я, по батькові    | Основні відомості                                                | Дата обрання | Дата звільнення |
| ------------------------------ | ---------------------------------------------------------------- | ------------ | --------------- |
| Краковський Леонід Іванович    | Селищний голова, 1967 року народження, безпартійний              | 26.03.2006   | 31.10.2010      |
| Пилипчук Володимир Іванович    | Селищний голова, 1950 року народження, освіта вища, безпартійний | 31.10.2010   | 11.12.2011      |
| Немировський Валерій Федорович | Селищний голова, 1963 року народження, освіта вища, безпартійний | 11.12.2011   |                 |

Примітка: таблиця складена за даними сайту Верховної Ради України

### Депутати
За результатами місцевих виборів 2010 року депутатами ради стали:

#### За суб'єктами висування
| Суб'єкт висування                | Кількість обраних депутатів | %    |
| -------------------------------- | --------------------------- | ---- |
| Партія регіонів                  | 13                          | 43,3 |
| Самовисування                    | 11                          | 36,7 |
| Політична партія «Нова політика» | 4                           | 13,3 |
| Народна партія                   | 1                           | 3,3  |
| Політична партія «Фронт Змін»    | 1                           | 3,3  |

#### За округами
| № округу                         | Прізвище, ім'я, по батькові      | Дата визнання обраним | Освіта             | Партійна приналежність                 | Відомості про обраного депутата                |
| -------------------------------- | -------------------------------- | --------------------- | ------------------ | -------------------------------------- | ---------------------------------------------- |
| Народна Партія                   |                                  |                       |                    |                                        |                                                |
| 19                               | Бабін Григорій Васильович        | 03.11.2010            | вища               | член Народної партії                   | селищна рада, землевпорядник                   |
| Партія регіонів                  |                                  |                       |                    |                                        |                                                |
| 1                                | Чорногуз Юрій Васильович         | 03.11.2010            | вища               | позапартійний                          | Нафтогазмережа, контролер                      |
| 3                                | Бабіна Тетяна Павлівна           | 03.11.2010            | вища               | член Партії регіонів                   | селищна рада, секретар                         |
| 7                                | Олійник Мирослава Андріївна      | 03.11.2010            | вища               | позапартійна                           | будинок дитячої творчості, директор            |
| 10                               | Кокуца Степан Михайлович         | 03.11.2010            | середня спеціальна | член Партії регіонів                   | районні електромережі, майстер                 |
| 11                               | Кузьмінський Олександр Іванович  | 03.11.2010            | вища               | член Партії регіонів                   | хімічна компанія, консультант                  |
| 14                               | Медвецький Євген Костянтинович   | 03.11.2010            | середня спеціальна | член Партії регіонів                   | пожежна частина, заступник начальника          |
| 15                               | Ниживлюк Алла Вікторівна         | 03.11.2010            | вища               | член Партії регіонів                   | центр поштового зв'язку № 9, інженер по праці  |
| 18                               | Кмитюк Сергій Михайлович         | 03.11.2010            | вища               | позапартійний                          | Томашпільська загальноосвітня школа, вчитель   |
| 20                               | Людва Михайло Михайлович         | 03.11.2010            | вища               | член Партії регіонів                   | телеком, заступник начальника                  |
| 22                               | Явтуховська Світлана Григорівна  | 03.11.2010            | середня спеціальна | член Партії регіонів                   | ДАЇ, паспортист                                |
| 25                               | Яровий Валерій Миколайович       | 03.11.2010            | вища               | член Партії регіонів                   | нафтогазове управління, начальник групи обліку |
| 27                               | Шпикуляк Майя Миколаївна         | 03.11.2010            | вища               | член Партії регіонів                   | Томашпільська загальноосвітня школа, вчитель   |
| 28                               | Лівкутнік Володимир Іванович     | 03.11.2010            | вища               | член Партії регіонів                   | статистичне управління, начальник              |
| Політична партія «Нова політика» |                                  |                       |                    |                                        |                                                |
| 4                                | Швець Сергій Григорович          | 03.11.2010            | середня спеціальна | член Політичної партії «Нова політика» | пенсіонер                                      |
| 8                                | Хабло Василь Миколайович         | 03.11.2010            | середня            | позапартійний                          | Томашпільська загальноосвітня школа, майстер   |
| 13                               | Обертинський Ігор Володимирович  | 03.11.2010            | середня спеціальна | член Політичної партії «Нова політика» | приватний підприємець                          |
| 17                               | Балдинюк Валерій Володимирович   | 03.11.2010            | середня спеціальна | позапартійний                          | телеком, механік                               |
| Політична партія «Фронт Змін»    |                                  |                       |                    |                                        |                                                |
| 30                               | Моставлюк Вячеслав Олександрович | 03.11.2010            | вища               | член Політичної партії «Фронт Змін»    | Агроформування «Журавліка», директор           |
| Самовисування                    |                                  |                       |                    |                                        |                                                |
| 2                                | Заведія Василь Леонідович        | 03.11.2010            | середня спеціальна | позапартійний                          | водоканал, механік                             |
| 5                                | Савенко Ніна Григорівна          | 03.11.2010            | вища               | позапартійна                           | дитячий садок, завідувачка                     |
| 6                                | Дудник Василь Миколайович        | 03.11.2010            | середня спеціальна | позапартійний                          | РСУ-6, начальник                               |
| 9                                | Кравченко Василь Михайлович      | 03.11.2010            | вища               | позапартійний                          | пенсіонер                                      |
| 12                               | Задвірний Іван Олексійович       | 03.11.2010            | вища               | позапартійний                          | редакція районної газети, журналіст            |
| 16                               | Цимбал Олександр Сергійович      | 03.11.2010            | вища               | позапартійний                          | РДА, архітектор                                |
| 21                               | Пентюк Василь Іванович           | 03.11.2010            | середня            | позапартійний                          | селищна рада, водій                            |
| 23                               | Щербатий Михайло Павлович        | 03.11.2010            | середня            | позапартійний                          | тимчасово не працює                            |
| 24                               | Довгань Анатолій Михайлович      | 27.02.2012            | середня спеціальна | позапартійний                          | приватний підприємець, фермер                  |
| 26                               | Слободянюк Анатолій Петрович     | 03.11.2010            | середня            | позапартійний                          | приватний підприємець                          |
| 29                               | Краковська Ніна Іванівна         | 03.11.2010            | вища               | позапартійна                           | приватний підприємець                          |